# 道氏珠蚶
道氏珠蚶（学名：Mabellarca dautzenbergi），是魁蛤目魁蛤科Mabellarca属的一种。主要分布于越南、中国大陆，常栖息在北部湾（水深26-49.6米）、南海（水深20-113米）。